# Nationalratswahlkreis Graubünden-West
Der Nationalratswahlkreis Graubünden-West war ein Wahlkreis bei Wahlen in den Schweizer Nationalrat. Er bestand von 1848 bis 1902 und umfasste den westlichen Teil des Kantons Graubünden.

## Wahlverfahren
Hierbei handelte es sich um einen Pluralwahlkreis. Dies bedeutet, dass zwar mehrere Sitze zu verteilen waren, jedoch das Majorzwahlrecht zur Anwendung gelangte. Im Sinne der romanischen Mehrheitswahl benötigte ein Kandidat die absolute Mehrheit der Stimmen, um gewählt zu werden. Zur Verteilung aller Sitze waren unter Umständen mehrere Wahlgänge notwendig. Jeder Wähler hatte so viele Stimmen, wie Sitze zu vergeben waren.

## Bezeichnung und Sitzzahl
Graubünden-West ist eine inoffizielle geographische Bezeichnung. Im amtlichen Gebrauch üblich war eine über die gesamte Schweiz angewendete fortlaufende Nummerierung, geordnet nach der Reihenfolge der Kantone in der schweizerischen Bundesverfassung. Aufgrund der wechselnden Anzahl im Laufe der Jahre erhielten manche Wahlkreise mehrmals eine neue Nummer. Graubünden-West trug ab 1851 (erstmalige Anwendung eines einheitlichen Bundesgesetzes) die Nummer 35, ab 1863 die Nummer 33, ab 1872 die Nummer 34, ab 1881 die Nummer 35 und ab 1890 die Nummer 37.
Zunächst hatte Graubünden-West 1 Sitz, ab 1863 standen 2 Sitze zur Verfügung.

## Ausdehnung

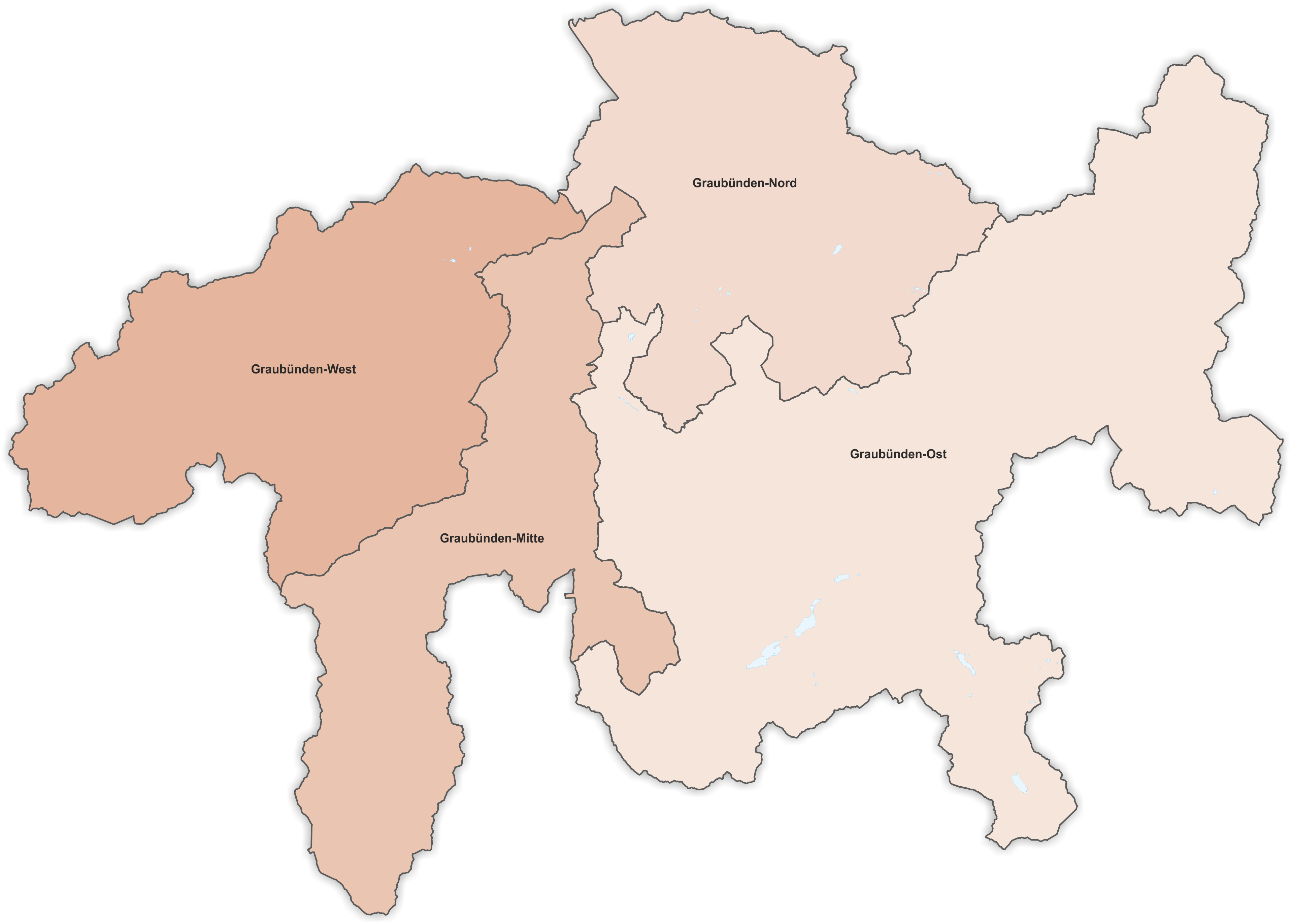
Wahlkreise Kanton Graubünden 1848–1863

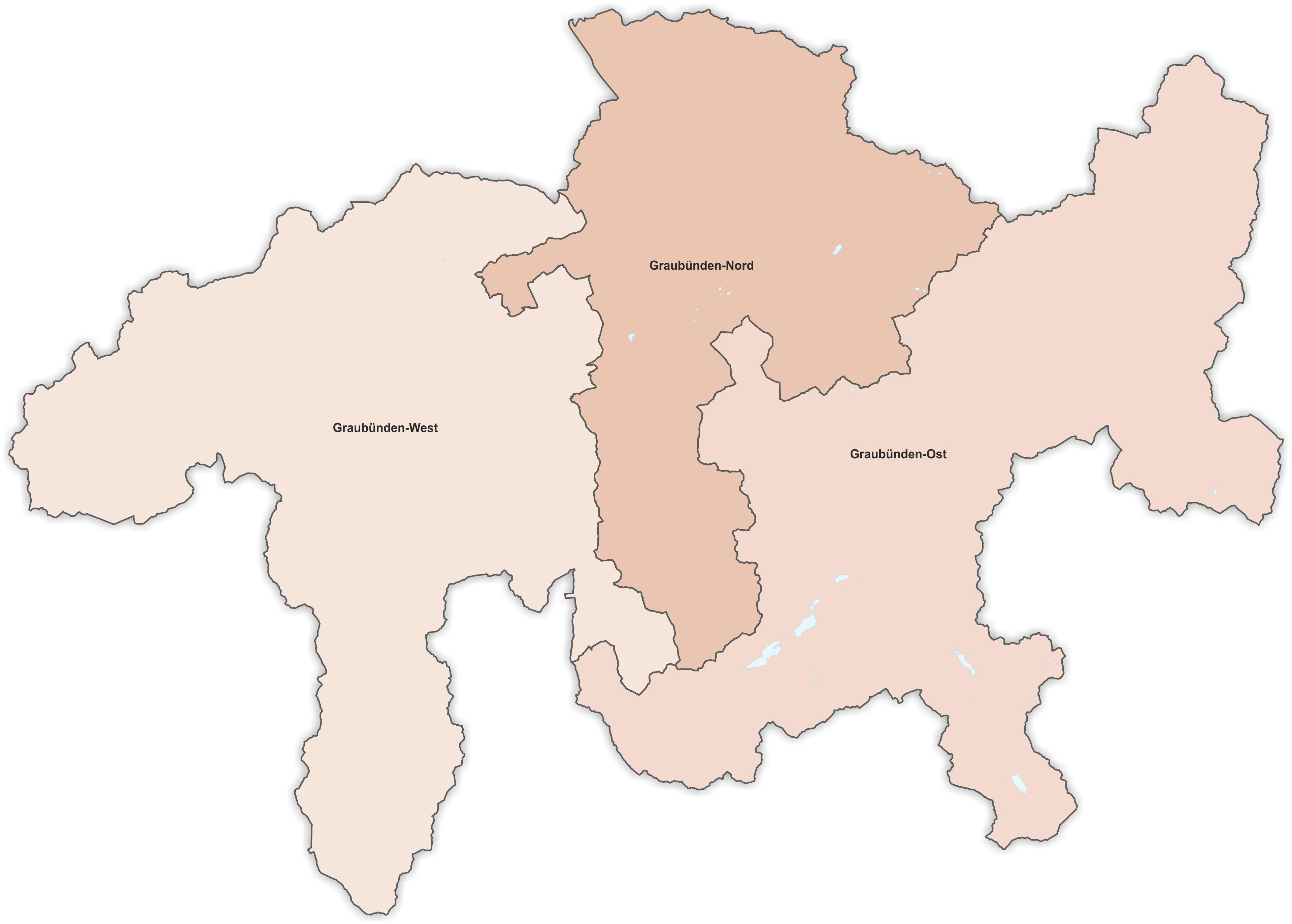
Wahlkreise Kanton Graubünden 1863–1902

Das Gebiet des Wahlkreises wurde am 21. Dezember 1850 mit dem «Bundesgesetz betreffend die Wahl der Mitglieder des Nationalrathes» erstmals verbindlich festgelegt, wobei man den bereits 1848 von der Graubündner Kantonsregierung geschaffenen 2. Wahlkreis unverändert übernahm. Er umfasste:
- den Bezirk Glenner
- im Bezirk Heinzenberg den Kreis Safien
- im Bezirk Imboden den Kreis Trins
- den Bezirk Vorderrhein

Zu einer Gebietsvergrösserung kam es mit dem «Nachtragsgesetz betreffend die Wahlen in den Nationalrath» vom 23. Juli 1863, als ein Teil des aufgelösten Wahlkreises Graubünden-Mitte an Graubünden-West abgetreten wurde. Der Wahlkreis Graubünden-West umfasste fortan:
- den Bezirk Heinzenberg
- den Bezirk Glenner
- den Bezirk Hinterrhein
- im Bezirk Imboden den Kreis Trins
- den Bezirk Moesa
- den Bezirk Vorderrhein

1902 wurden die drei Graubündner Wahlkreise zum heute noch bestehenden Nationalratswahlkreis Graubünden zusammengelegt, in welchem seit 1919 das Proporzwahlrecht gilt.

## Nationalräte
- G = Gesamterneuerungswahl
- E = Ersatzwahl bei Vakanzen

| Datum                            | Wahl | Gewählte | Gewählte                         | Partei |
| -------------------------------- | ---- | -------- | -------------------------------- | ------ |
| 01.10.1848                       | G    |          | Alois de Latour                  | FL     |
|                                  |      |          |                                  |        |
| 01.10.1851                       | G    |          | Johann Bartholome Arpagaus       | LM     |
|                                  |      |          |                                  |        |
| 29.10.1854                       | G    |          | Alois de Latour                  | FL     |
|                                  |      |          |                                  |        |
| 25.10.1857 15.11.1857 04.12.1857 | G    |          | Caspar de Latour                 | FL     |
|                                  |      |          |                                  |        |
| 28.10.1860                       | G    |          | Caspar de Latour                 | FL     |
|                                  |      |          |                                  |        |
| 10.03.1861                       | E    |          | Johann Rudolf von Toggenburg     | KK     |
|                                  |      |          |                                  |        |
| 25.10.1863 15.11.1863            | G    |          | Alois de Latour                  | FL     |
| 25.10.1863 15.11.1863            | G    |          | Johann Rudolf von Toggenburg     | KK     |
|                                  |      |          |                                  |        |
| 25.10.1866 11.11.1866            | G    |          | Alois de Latour                  | FL     |
| 25.10.1866 11.11.1866            | G    |          | Johann Rudolf von Toggenburg     | KK     |
|                                  |      |          |                                  |        |
| 31.10.1869 14.11.1869 28.11.1869 | G    |          | Johann Bartholome Caflisch       | FL     |
| 31.10.1869 14.11.1869 28.11.1869 | G    |          | Johann Rudolf von Toggenburg     | KK     |
|                                  |      |          |                                  |        |
| 27.10.1872                       | G    |          | Johann Rudolf von Toggenburg     | KK     |
| 27.10.1872                       | G    |          | Johann Anton Casparis der Ältere | LM     |
|                                  |      |          |                                  |        |
| 31.10.1875 11.11.1875            | G    |          | Johann Rudolf von Toggenburg     | KK     |
| 31.10.1875 11.11.1875            | G    |          | Anton Steinhauser                | FL     |
|                                  |      |          |                                  |        |
| 27.10.1878                       | G    |          | Johann Rudolf von Toggenburg     | KK     |
| 27.10.1878                       | G    |          | Anton Steinhauser                | FL     |
|                                  |      |          |                                  |        |
| 30.10.1881                       | G    |          | Caspar Decurtins, Johann Schmid  | KK     |
|                                  |      |          |                                  |        |
| 26.10.1884                       | G    |          | Caspar Decurtins, Johann Schmid  | KK     |
|                                  |      |          |                                  |        |
| 30.10.1887                       | G    |          | Caspar Decurtins, Johann Schmid  | KK     |
|                                  |      |          |                                  |        |
| 26.10.1890                       | G    |          | Caspar Decurtins, Johann Schmid  | KK     |
|                                  |      |          |                                  |        |
| 29.10.1893                       | G    |          | Johann Anton Casparis jr.        | FL     |
| 29.10.1893                       | G    |          | Caspar Decurtins                 | KK     |
|                                  |      |          |                                  |        |
| 25.10.1896                       | G    |          | Caspar Decurtins                 | KK     |
| 25.10.1896                       | G    |          | Alfred von Planta                | LM     |
|                                  |      |          |                                  |        |
| 29.10.1899                       | G    |          | Caspar Decurtins                 | KK     |
| 29.10.1899                       | G    |          | Alfred von Planta                | LM     |

## Quelle
- Erich Gruner: Die Wahlen in den Schweizerischen Nationalrat 1848–1919. Band 3. Francke Verlag, Bern 1978, ISBN 3-7720-1445-3.